# Konstantin Larionow
Konstantin Larionow (russisch Константин Ларионов; * 7. Januar 1989) ist ein ehemaliger russischer Naturbahnrodler. Er startete zusammen mit Jewgeni Issatschenko im Doppelsitzer.

## Werdegang
Larionow und Issatschenko nahmen im Januar 2006 an der Europameisterschaft in Umhausen teil, wo sie als 14. nur auf den letzten Platz fuhren. Drei Wochen später erzielten sie bei der Juniorenweltmeisterschaft 2006 in Garmisch-Partenkirchen unter elf gestarteten Doppelsitzerpaaren den siebenten Platz. In den nächsten beiden Jahren nahmen sie nur an den Juniorenmeisterschaften teil: Bei der Junioreneuropameisterschaft 2007 in St. Sebastian und der Juniorenweltmeisterschaft 2008 in Latsch fuhren sie jeweils unter elf gestarteten Doppelsitzern auf den achten Platz. Nach 2008 nahmen sie an keinen internationalen Wettkämpfen mehr teil. Im Weltcup sowie im Interkontinentalcup war Konstantin Larionow – ebenso wie Jewgeni Issatschenko – nie am Start.

## Erfolge
(Doppelsitzer mit Jewgeni Issatschenko)

### Europameisterschaften
- Umhausen 2006: 14. Doppelsitzer

### Juniorenweltmeisterschaften
- Garmisch-Partenkirchen 2006: 7. Doppelsitzer
- Latsch 2008: 8. Doppelsitzer

### Junioreneuropameisterschaften
- St. Sebastian 2007: 8. Doppelsitzer